# 672 v. Chr.
Portal Geschichte | Portal Biografien | Aktuelle Ereignisse | Jahreskalender | Tagesartikel

◄ |
8. Jahrhundert v. Chr. |
7. Jahrhundert v. Chr. |
6. Jahrhundert v. Chr. |
►

◄ | 690er v. Chr. | 680er v. Chr. | 670er v. Chr. | 660er v. Chr. |
650er v. Chr. |
►

◄◄ | ◄ | 675 v. Chr. | 674 v. Chr. | 673 v. Chr. | 672 v. Chr. |
671 v. Chr. |
670 v. Chr. |
669 v. Chr. |
► |
►►

## Ereignisse

### Politik
- 8. Regierungsjahr des assyrischen Königs Asarhaddon: Tod seiner Gemahlin am 3./4. März[1] (5./6. Addaru).
- 9. Regierungsjahr des assyrischen Königs Asarhaddon: Am 8. Mai[1] (12. Ajaru) Ernennung von Aššur-bāni-apli zum „Kronprinz von Assyrien“; entweder gleichzeitig oder kurze Zeit später Ernennung von Šamaš-šuma-ukin zum „Kronprinz von Babylonien“.

### Wissenschaft und Technik
- 9. Regierungsjahr des assyrischen Königs Asarhaddon (672–671 v. Chr.):
  - Im babylonischen Kalender fiel das babylonische Neujahr des 1. Nisannu auf den 27.–28. März[1], der Vollmond im Nisannu auf den 8.–9. April[1] und der 1. Tašritu auf den 20.–21. September[1].